# Мякишев, Константин Михайлович
Константин Михайлович Мя́кишев (29 июля [11 августа] 1910, Баку — 22 февраля 1990, Москва) — советский актёр театра и кино.

## Биография
Родился 29 июля (11 августа) 1910 года в Баку. В 1929—1959 годах — актёр и режиссёр Бакинского драматического театра имени С. Вургуна, в 1960—1989 годах — актёр Малого театра.
Умер 22 февраля 1990 года в Москве. Урна с прахом захоронена в колумбарии Донского кладбища.

## Роли в Малом театре
- 1961 — «Макбет» У. Шекспира — Макдуф
- 1961 — «Порт-Артур» А. Н. Степанова и И. Ф. Попова — Кондратенко
- 1961 — «Крылья» А. Корнейчука — Ромодан
- 1962 — «Каменное гнездо» Х.Вуойлиоки — Пастор
- 1962 — «Живой труп» Л.Толстого — Александров
- 1963 — «Ярмарка тщеславия» У. Теккерея — Чопер
- 1963 — «Бабьи сплетни» К. Гольдони — Оттавио
- 1964 — «Привидения» Г.Ибсена — Пастор Мандерс
- 1967 — «Джон Рид» Е. Симонова — Макбрайд
- 1968 — «Путешественник без багажа» Ж. Ануя — Юспар
- 1970 — «Разбойники» Ф. Шиллера — фон Моор
- 1971 — «Так и будет» К. Симонова — Академик Воронцов
- 1973 — «Перед заходом солнца» Г. Гауптмана — Винтер
- 1976 — «Над светлой водой» В. Белова — Полковник
- 1977 — «Любовь Яровая» К. Тренева — Барон
- 1978 — «Пучина» А. Н. Островского — Турунтаев
- 1978 — «Мамуре» Ж. Сармана — Эспри, полковник, сын, 80 лет
- 1979 — «Царь Федор Иоаннович» А. К. Толстого — Дионисий
- 1985 — «Незрелая малина» И. Губача — Администратор
- 1986 — «Накануне» И. Тургенева — Увар Иванович
- 1986 — «Человек, который смеется» В. Гюго — Эак

## Фильмография
- 1955 — Любимая песня — Дмитрий Верховский
- 1958 — На дальних берегах — партизан
- 1962 — Вашингтонская история (фильм-спектакль) — Кеннингем
- 1966 — Лабиринт (фильм-спектакль) — министр
- 1967 — Операция «Трест» — бывший председатель Совета министров
- 1972 — Былое и думы (фильм-спектакль) — Сахтынский
- 1976 — Ярмарка тщеславия (фильм-спектакль) — Мистер Седли
- 1976 — Признание (фильм-спектакль) — Бьюкенен, посол Великобритании
- 1977 — Оптимистическая трагедия (фильм-спектакль) — немецкий офицер
- 1979 — Мамуре (фильм-спектакль) — Эспри, полковник, сын, 80 лет
- 1981 — Любовь Яровая (фильм-спектакль) — Барон
- 1983 — Фома Гордеев (фильм-спектакль) — Кононов

## Награды и премии
- Народный артист Азербайджанской ССР (30.04.1955)[1]
- Заслуженный артист Азербайджанской ССР (17.06.1943)
- Сталинская премия третьей степени (14.03.1951) — за исполнение роли Директора в спектакле «Заря над Каспием» И. А. Касумова на сцене АзГТРД имени С. Вургуна
- Орден Ленина (09.06.1959)
- Орден Трудового Красного Знамени (04.11.1974)